# 內階增七
內階增七，即大熊座π²（π² Ursae Majoris）、大熊座4（4 Ursae Majoris），又名BD+64 698,HD 73108、SAO 14616、HR 3403。西方固有名Muscida，是大熊座的一颗恒星，视星等为4.620。根據依巴谷衛星視差量測結果，距離地球約256光年（78秒差距）。2007年在該恆星旁發現一顆系外行星。

## 恆星狀況
內階增七的光譜類型是K2 III,，年齡約有40億年，它已經是恆星演化過程中的巨星。它的質量是太陽的1.2倍，但半徑是太陽的18倍。內階增七表面的有效溫度是4,415 K，因此屬於橙色的K型巨星。
內階增七是位於銀河系的盤面上，環繞銀河系中心的軌道離心率是0.10，因此它和銀心的距離在2.77萬到3.41萬光年之間變化，不過它的軌道傾角相當接近銀河平面，因此和銀河平面距離不超過260光年。

## 行星系統
基於對內階增七徑向速度變化的觀測，2007年宣布在它周圍有一顆行星。該行星大熊座4b的質量至少是木星的7倍，以橢圓形軌道環繞母恆星，軌道半長軸0.87天文單位。內階增七的金屬量較太陽低，這讓天文學家相當好奇，因為大多數有行星的主序星都有較高的金屬含量。
| 成員 (依恆星距離) | 质量          | 半長軸 (AU) | 轨道周期 (天) | 離心率        | 傾角 | 半径 |
| ----------------- | ------------- | ----------- | ------------- | ------------- | ---- | ---- |
| b                 | >7.1 ± 1.6 MJ | 0.87 ± 0.04 | 269.3 ± 1.96  | 0.432 ± 0.024 | —    | —    |

## 外部連結
- Jean Schneider. . Extrasolar Planets Encyclopaedia. 2011  [3 October 2011]. （原始内容存档于2012-02-10）.